# Auto Union
Auto Union AG (укр. Авто Юніон) — німецький автобудівний концерн, створений 1932 року у Цвікау, Німеччина. Логотипом Auto Union став символ із чотирьох кілець, котрі символізують чотирьох засновників товариства: Audi, DKW, Horch і Wanderer.

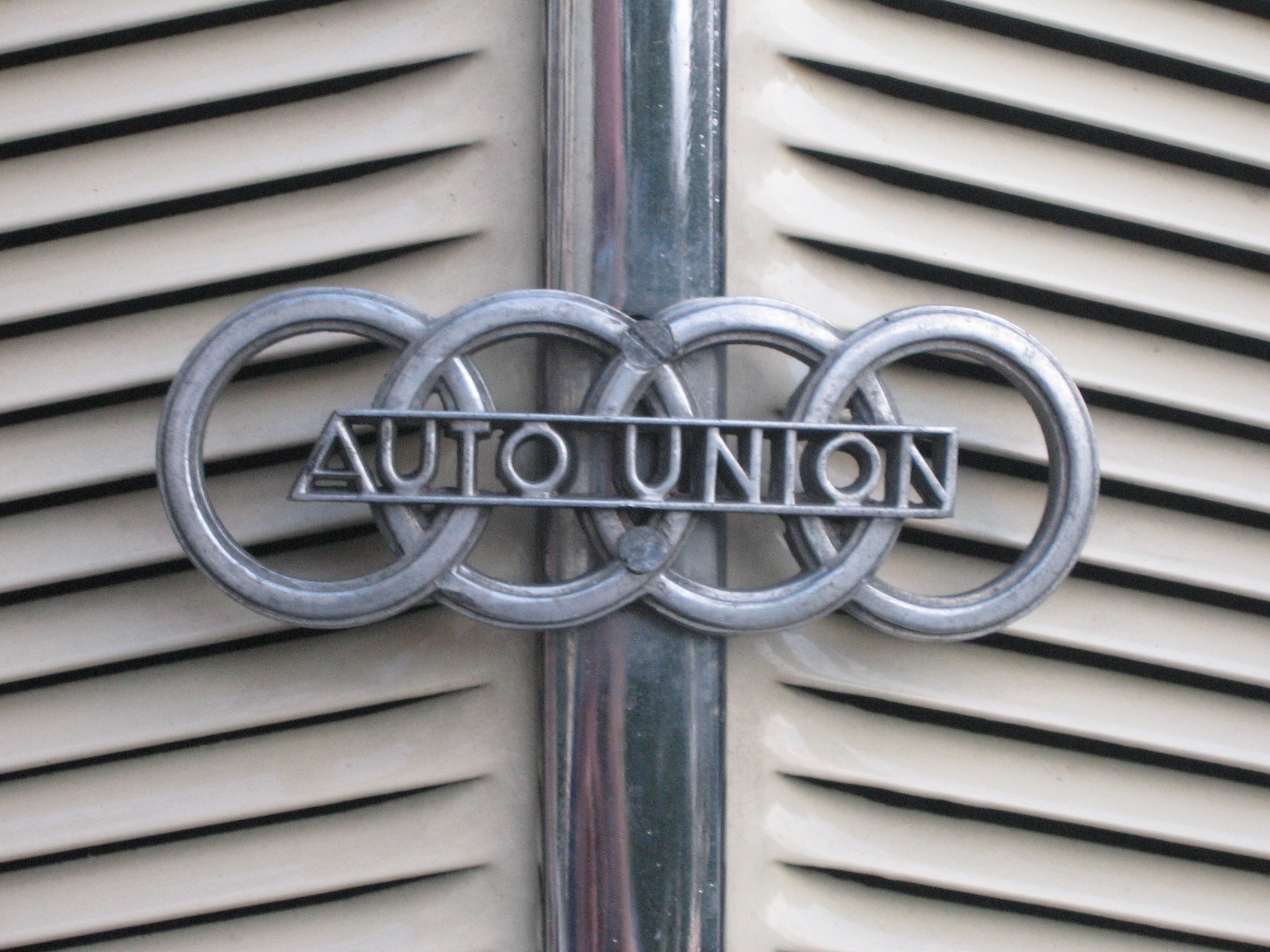
Логотип Auto Union

В цій об'єднаній компанії Horch позиціонувався як виробник автомобілів найвищого класу, що був визнаним лідером в країні. DKW ― недорогі автомообілі із двотактним двигуном, також виготовляла мотоцикли, займаючи третину ринку в Німеччині в 30-х роках. Audi і Wanderer виготовляли автомобілі середнього класу із прогресивними на той час технологіями. Наприклад, 6-циліндровий Wanderer важив лише 1,5 т.
Нині під символом чотирьох кілець випускається марка Audi, яка входить до концерну Volkswagen AG.

## Історія

### Цивільна історія
Після створення об'єднання автовиробників на Берлінському автосалоні вони представили передньоприводну Audi Front із 6-циліндровим верхньоклапанним двигуном об'ємом 2252см³ від Wanderer. Після цього вийшов задньопривідний Audi 920 з 6-циліндровим двигуном від Horch об'ємом 3281 см³.

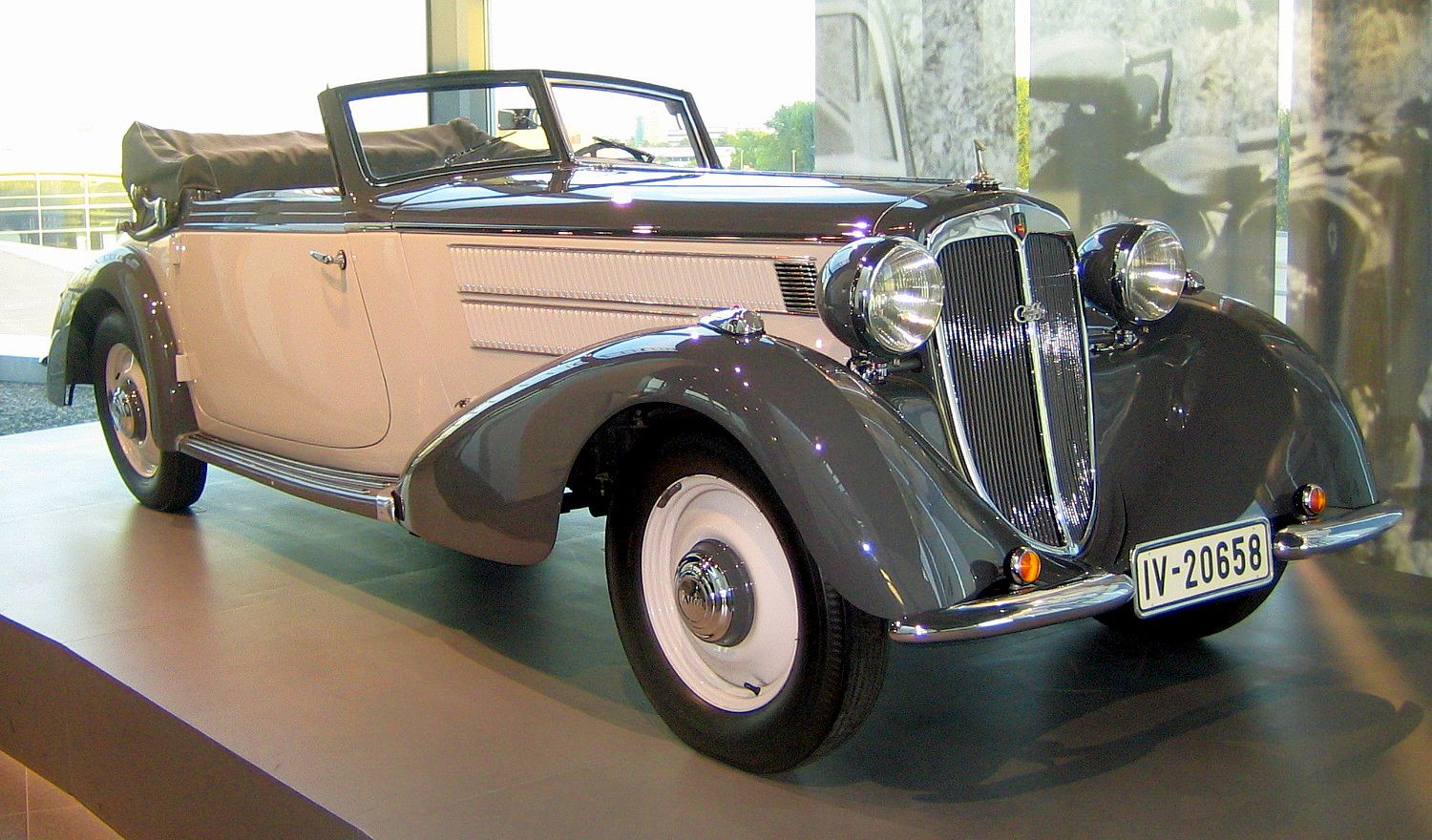
Audi Front

Audi Front став спільним продуктом всіх учасників концерну Auto Union AG, а ідея переднього приводу належить засновнику DKW Йоргену Расмуссену (Jørgen Skafte Rasmussen). Потужність двигуна становила 50 к.с. Розподільний вал розробив Wanderer, а Horch ці деталі виготовляв. Закритий кузов для автомобіля виготовляв американський філіал товариства Ambi Budd, відкриті виготовляло дрезденське ательє Karrosserie Gläser. Готовий автомобіль називався Audi.
Front випускався і DKW, котра для реклами свого автомобіля взяла участь у виснажливому сафарі-рейді, щоб доказати своїм клієнтам, що їхні автомобілі настільки ж потужні і надійні як і мотоцикли DKW.
Передня підвіска на поперечних важелях і поперечній ресорі нагадувала продукцію британської Alvis. Audi Front розвивала швидкість 105 км/год, хоча на противагу іншим передньопривідним автомобілям із малооб'ємним двигуном належала до автомобілів середнього класу.
1937 року було випущено привабливе трьохмісне купе Audi Front.
Концерн Auto Union з 1938 року почав виконувати регулярні спеціальні тести (включно з краш-тестами та контрольованими аваріями), що розпочало еру безпечніших автомобілів.
Цього ж року кожне четверте авто випущене в Німеччині виробляла Auto Union.

### Військова діяльність
Auto Union AG, будучи ще й постачальником військової техніки з середини 30-х років, в травні 1940 року припиняє виробництво цивільної техніки, повністю переходячи на виробництво військової техніки автомобільного спрямування, найголовніші з них:
- Leichter Panzerspähwagen («Автомобіль спеціального призначення», нім. Sonderkraftfahrzeug) — автомобіль спеціального призначення з повним приводом і бронею на шасі sPkw I Horch 801 з двигуном Horch V8, 3,5 л. або 3,8 л. потужністю 90 к.с.:

- Sd.Kfz.221 — базова модифікація, із 7,92 мм кулеметом MG-34;
- Sd.Kfz.222 — друга модифікація попередньої моделі із 28 мм автоматичною гарматою KwK 30 L/55 і 7,92 мм кулеметом MG34;
- Sd.Kfz.223 — оснащена потужною радіостанцією і кулеметом MG34;

- Personenkraftwagen SdKfz 247 — бронетранспортер з двигуном Horch V8 3,5 л.

1945 року всі заводи Auto Union в землі Саксонія демонтовано за розпорядженням радянського військового коменданта в Німеччині. 18 вцілілих гоночних моделей вивезли в СРСР, де в 50-х на їхній базі німецькими спеціалістами створені боліди Ф-2 — Сокіл 650.
17 травня 1948 року товариство Auto Union AG виключили із реєстру комерційних підприємств Німеччини.

### Автоспортивна історія товариства
Керівники товариства вважали, що автоперегони це найкращий метод для просування автомобілів на ринок. Тому вирішили створити спортивну команду Auto Union Rennabteilung, котра була конкурентом команди Daimler-Benz AG на Mercedes-Benz Silberpfeile в перегонах Гран-Прі.
Влада Німеччини для розвитку автоспорту виділила 500 тисяч райхсмарок для Auto Union (таку суму отримав і Mercedes). Ательє Ф. Порше розробляє середньомоторний автомобіль класу 750 kg Grand Prix formula (попередник сучасної Формули-1). Розпочалася боротьба між Auto Union із Цвікау і Mercedes-Benz, котра припинилася із початком війни.
До перегонів Гран-Прі допускалися автомобілі масою до 750 кг без пального, води, шин і водія-пілота. До кінця 1937 року не було жодних обмежень щодо потужності двигунів і допускалося встановлення турбонагнітачів.
Значні спортивні успіхи автомобілів Auto Union сприяли високому попиту на їхню продукцію.

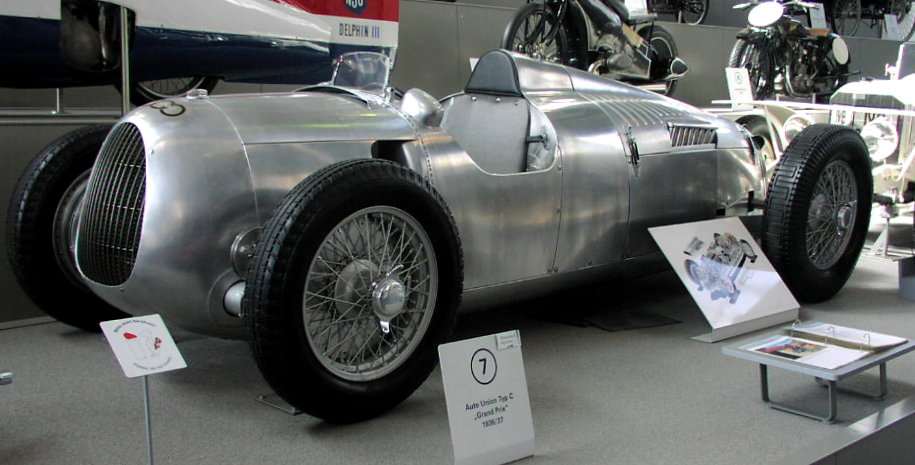
Auto-Union Type C

#### Статистика спортивних виступів товариства
- 1933 рік. В жовтні виготовлено перший автомобіль. Двигун V16 з розвалом блоків циліндрів під кутом 45 градусів розташовувався перед задньою віссю, мав об'єм 4 358см³, потужність становила 295 к.с. при 4 500 обертів/хв, ступінь стискування 7:1, розвивав максимальну швидкість 293 км/год. Двигун мав один розподільний вал на 32 клапани.
- 1934 рік. Пілот команди Ганс Штук (Hans Stuk) встановив новий рекорд швидкості на Auto Union Typ A. Це був перший і одразу вдалий гоночний проект Auto Union.
- 1934 рік. В травні відбулись перші основні перегони для німецьких автомобілів на трасі AVUS (АФУС). Крім Auto Union і Mercedes-Benz у перегонах брали участь Bugatti, Maserati і Alfa Romeo. Фердинанд Порше відвідував майже кожні змагання першого сезону. Професор й інженер товариства Еберан ван Еберхорст (Eberan van Eberhorst) розробив спеціальний бортовий пристрій для запису швидкості й інших показників роботи автомобіля на трасі.
- 1934 рік. Пілот команди Август Момбергер (August Momberger) на новому Auto Union Typ B (Двигун 4,95 л/375 к.с.) вииграв Гран-Прі Німеччини, Швейцарії і Чехії (міська траса в Брно). Це був перший повний сезон для Auto Union Rennabteilung.
- 1934 рік. Конструктори Auto Union досліджували обтічні форми кузовів в аеродинамічній трубі в Німецькій авіаційній лабораторії Deutsche Versuchsanstalt fur Luftfahrt в Берліні. Пробували використати бічні накладки на колеса для покращення обтічності кузова. На Auto Union Typ B з'явився зовнішній електростартер: механік під'єднував його до храповика, з'єднаного зі вторинним валом КПП, і електростартер прокручував двигун щоб завести. Якщо двигун вимикався в перегонах, його можна було завести самостійно, але за наявності інерції руху автомобіля.
- 1935 рік. Пілот команди Акілле Варці (Achille Varzi) на Auto Union Typ B переміг на Гран-Прі Італії на XI Кубку Ачербо. Наступні результати команди значно покращилися після запрошення в команду видатного німецького пілота Бернда Роземейєра (Bernd Rosemeyer), який до цього змагався на мотоциклах DKW. Він приєднався до німця Ганса Штука (Hans Stuck) й італійця Акілле Варці (Achille Varzi).
- 1936 рік. На Auto Union Typ В збільшили об'єм двигуна до 4 959 см³, збільшивши таким чином потужність до 375 к.с. при 4 800 обертів/хв. Пілот команди Бернд Роземейєр (Bernd Rosemeyer) на покращеному Auto Union Typ C виграв Гран-Прі Німеччини, Швейцарії та Італії (XII Кубок Ачербо).
- 1937. На Auto Union Typ C стояв двигун об'ємом 6 010 см³ і потужністю 520 к.с. при 5000 обертів/хв. Протягом сезону об'єм двигуна збільшили до 6,5 л. та 560 к.с.
- 1937 рік. Жорстка боротьба конкурентів з новою машиною моделі Silberpfeile Mercedes-Benz W125. Однак Роземайєр виграв Гран-Прі Ейфель (Eifel), XIII Кубок Ачербо, Доннінгтон (Donington GP) та USA GP, А новий пілот команди Рудольф Хассе (Rudolf Hasse) виграв Гран-Прі Бельгії.
- 1937 рік. В сезоні цього року найсильнішими були Auto Union Typ C V16 і Silberpfeile Mercedes-Benz W125. Фердинанд Порше припинив співпрацю з Auto Union. Відповідальність за новий трилітровий Auto Union Typ D V12, збудований для нових формул до 850 кг, лягла на професора Еберана ван Еберхорста (Eberan von Eberhorst'а). Новий автомобіль середньомоторної компоновки був із заднім мостом de Dion і передньою торсійною підвіскою від Порше.
- 1937 рік. Новий 12-тициліндровий алюмінієвий двигун мав потрійний розподільний вал. Центральний розподілвал в розвалі блоку циліндрів відкривав впускні клапани, а два інших вали регулювали клапани вихлопу. На двигун ставили компресор Рутса, що дозволяло розвивати потужність 420 к.с.
- 1938 рік. 28 січня на автобані між Франкфуртом і Дармштадтом на автомобілі Auto Union Streamliner трагічно загинув Бернд Роземейер (Bernd Rosemeyer). Він намагався побити рекорд швидкості (432 км/год) пілота Mercedes-Benz Рудольфа Караччіоли (Rudolf Caracciola). Роземайєр переміг в десяти перегонах із 33-х для Auto Union. 2000 року Audi його ім'ям назвала концептуальний автомобіль.
- 1939 рік. Конструктори товариства збільшують потужність Auto Union Typ D V12 до 485 к.с., а максимальна швидкість зростає до 330 км/год. Таціо Нуволарі (Tazio Nuvolari) на цьому автомобілі здобув для Auto Union перемогу на Гран-Прі Югославії в Белграді та друге місце на Гран-Прі Ейфель (Grand Prix Eifel). Герман Мюллер (Hermann P.Müller) здобув перемогу на Гран-ПріФранції і друге місце на Гран-Прі Німеччини.

### Після війни
Новий Auto Union почав працювати в Інгольштадті (Баварія) завдяки внеску Баварського уряду і допомозі за планом Маршалла
Першим автомобілем нової компанії став DKW F89 L — мікроавтобус з двоциліндровим двотактним двигуном довоєнної розробки.
В 1955 році 50 % мотоциклів в Німеччині виробляла DKW, що забезпечувало концерну стабільний прибуток. Та з часом попит на двоколісну техніку впав і фінансовий стан компанії погіршився.
Auto Union до 1964 року переходив із рук в руки між Daimler-Benz і Volkswagen, поки останній остаточно не викупив товариство, зберігши при цьому тільки одну марку із чотирьох ― Audi.
Нині Audi — один із найбільших у світі автовиробників та лідер в сегменті преміум-класу.